# Corrie Moret-de Jong
Cornelia Elizabeth (Corrie) Moret-de Jong (Delft, 20 augustus 1937) is een voormalig Nederlands CDA-politicus.
Moret-de Jong is een uit een ondernemersgezin (tuinbouwbedrijf) afkomstige CDA-politica, die één periode Tweede Kamerlid was. Ze woonde na haar huwelijk tien jaar in het buitenland en studeerde daarna af in de economie. Ze was actief in diverse CDA-organen, de gemeenteraad van Wassenaar en in de Nederlandse Vrouwen Raad. In de Tweede Kamer speelde zij een bescheiden rol als woordvoerster op het gebied van buitenlandse handel, industriebeleid en ontwikkelingssamenwerking.
- Parlement.com: vg09llontoyi